# Tommy Lee Jones
Tommy Lee Jones (San Saba, 15. rujna 1946.), američki filmski glumac i redatelj.
Godine 1994. dobio je Oscara za najboljeg sporednog glumca u filmu Bjegunac.

## Vanjske poveznice
- Tommy Lee Jones u internetskoj bazi filmova IMDb-u (engl.)